# Jacksonville Wave
I Jacksonville Wave furono una franchigia di pallacanestro della ABA 2000, con sede a Jacksonville.
Creati nell'autunno del 2004 disputarono appena tre partite della stagione 2004-2005 prima di dichiarare bancarotta.

## Stagioni
| Stagione | Lega     | Denominazione     | V | P | %    | Piazzamento | Play-off |
| -------- | -------- | ----------------- | - | - | ---- | ----------- | -------- |
| 2004-05  | ABA 2000 | Jacksonville Wave | 2 | 1 | 66,7 | 11º         | -        |